# Ewa Faryaszewska

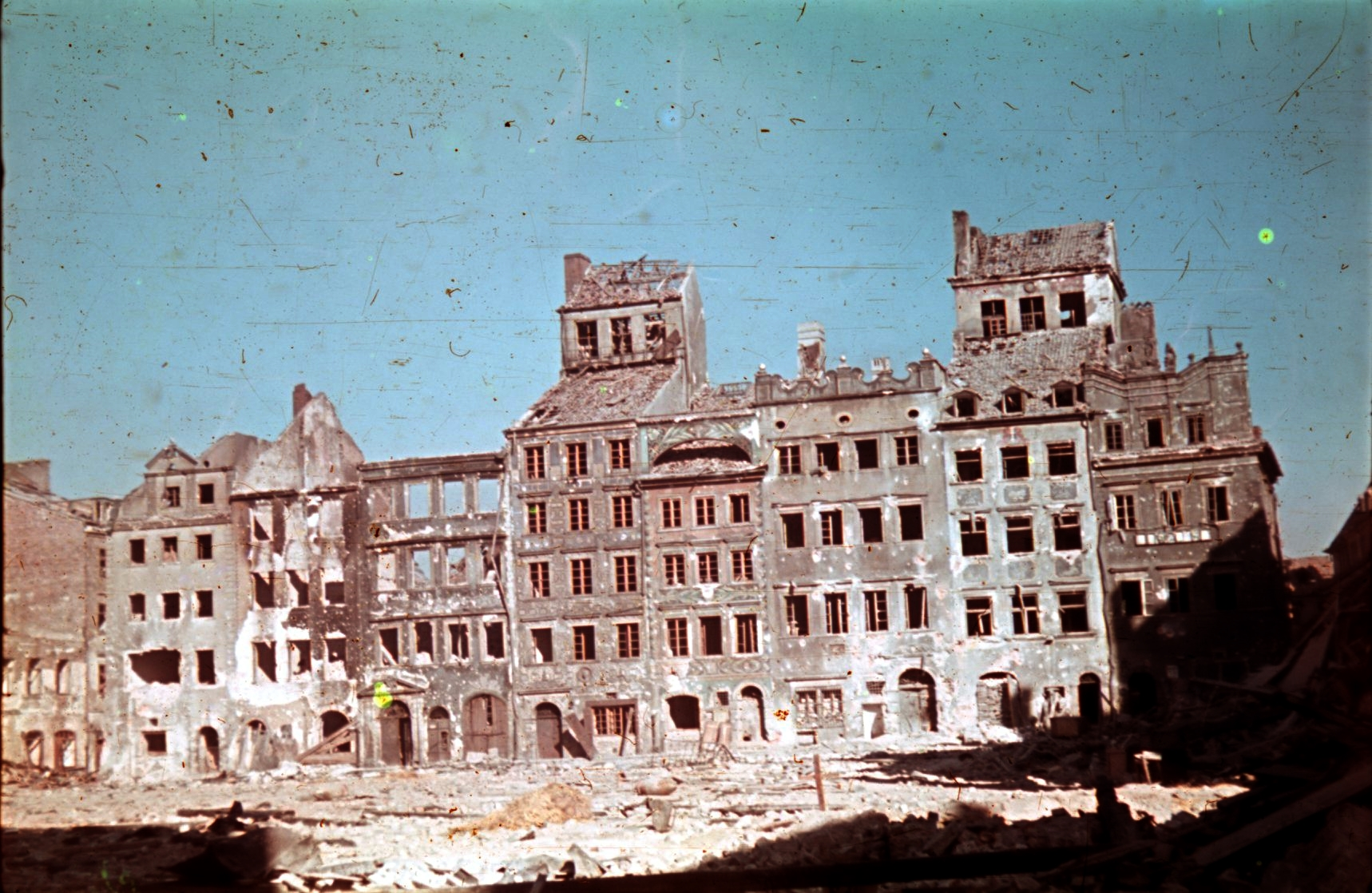
Varšavské povstání

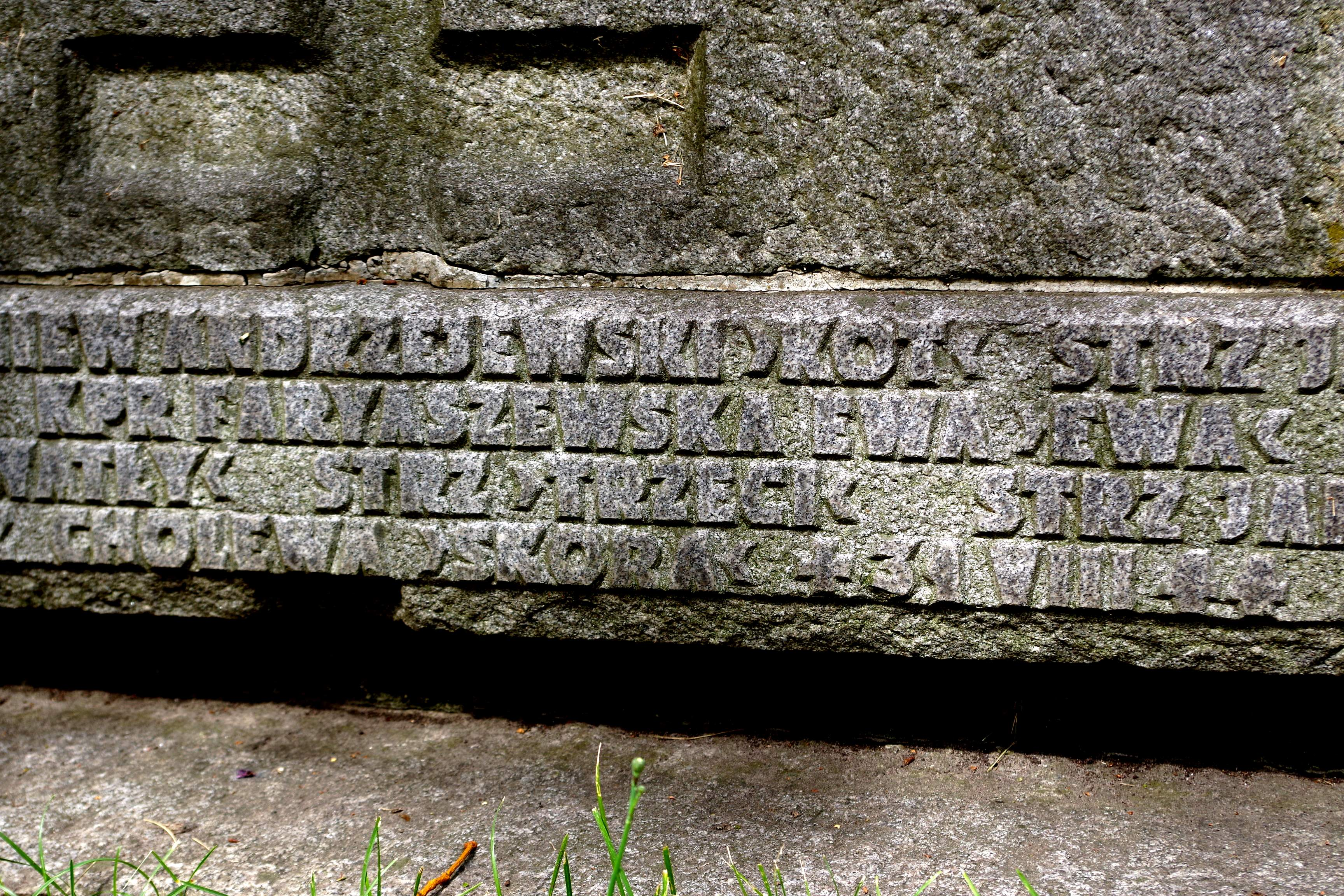
Hrob Ewy Faryaszewské na vojenském hřbitově Powązki ve Varšavě

Ewa Faryaszewska (10. dubna 1920 Dąbrowa Górnicza – 28. srpna 1944 Varšava) byla polská malířka a fotografka, desátnice Zemské armády, autorka barevných fotografií z Varšavského povstání.

## Životopis
Narodila se jako dcera Ireny rozené Strokowské a důlního inženýra Konstanta Faryaszewského - ředitele dolu Flora. V roce 1938 se po smrti svého otce usadila s matkou a sourozenci ve Varšavě, kde začala studovat na malířské fakultě Akademie výtvarných umění (Akademie výtvarných umění). V té době byla také skautskou aktivistkou v rámci Varšavského praporu.
Během německé okupace působila v protestantském podzemí. Byla styčnou důstojnicí skautského praporu „Wigry“.
Během Varšavského povstání působila Ewa Faryaszewska v oddělení zodpovědném za záchranu národních kulturních památek na Starém a Novém Městě a zkázu dokumentovala fotografickou kamerou. Zemřela na následky zranění utrpěných při povstání 28. srpna 1944.
Její fotografie z Varšavského povstání se objevily v knize Magdaleny Wróblewské vydané v roce 2014 ve Varšavském muzeu s názvem Fotografie ruin. Ruiny fotografie 1944–2014.

## Galerie

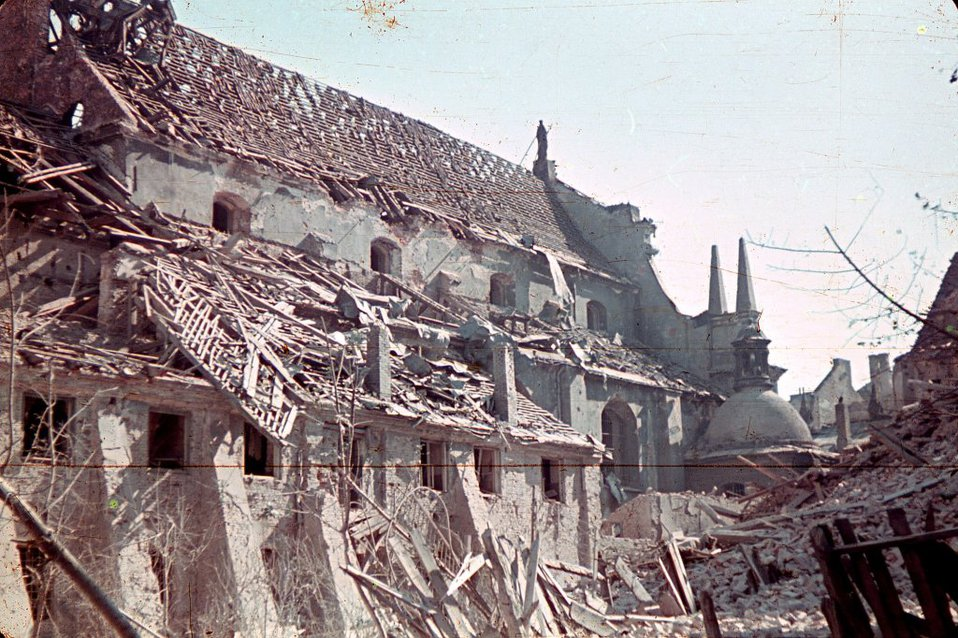
Kostel sv. Hyacinta polského, Varšava, srpen 1944
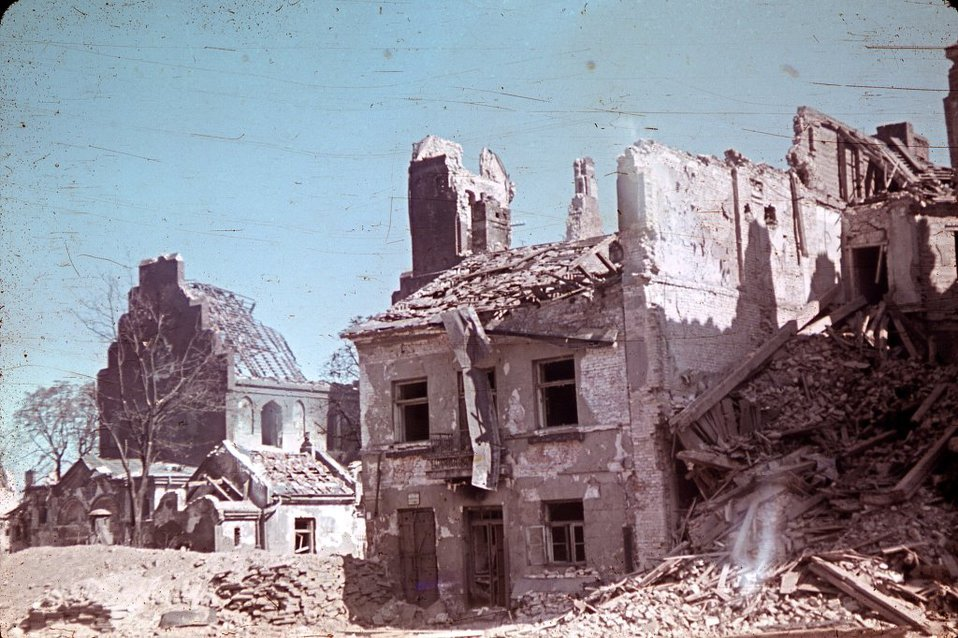
Náměstí Nového Města, Varšava, srpen 1944
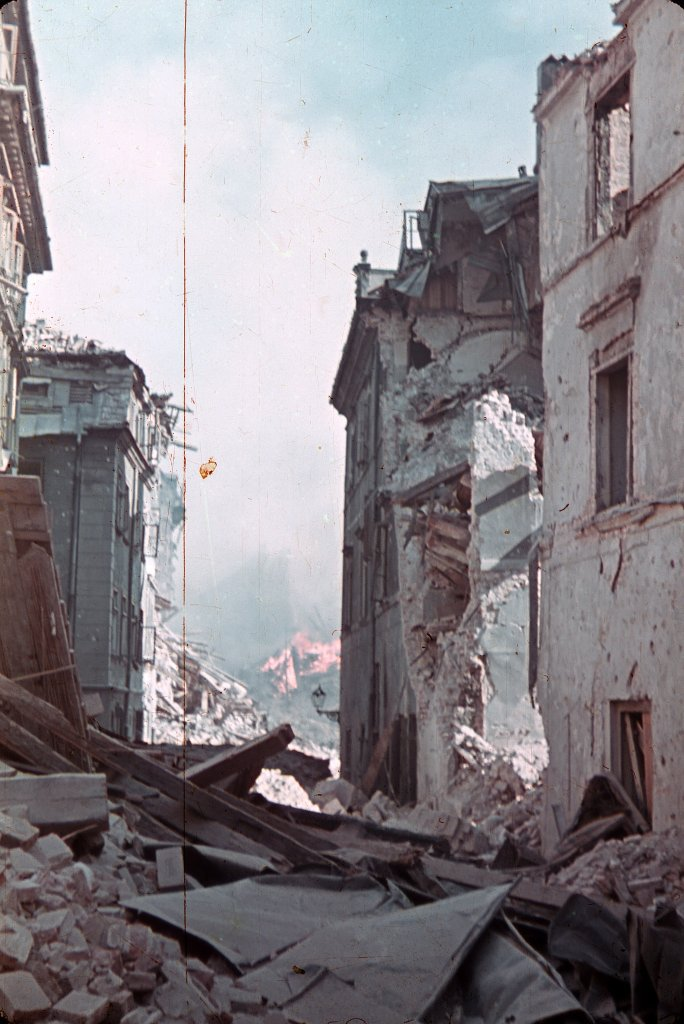
Ulice Krzywe Koło, Varšava, srpen 1944
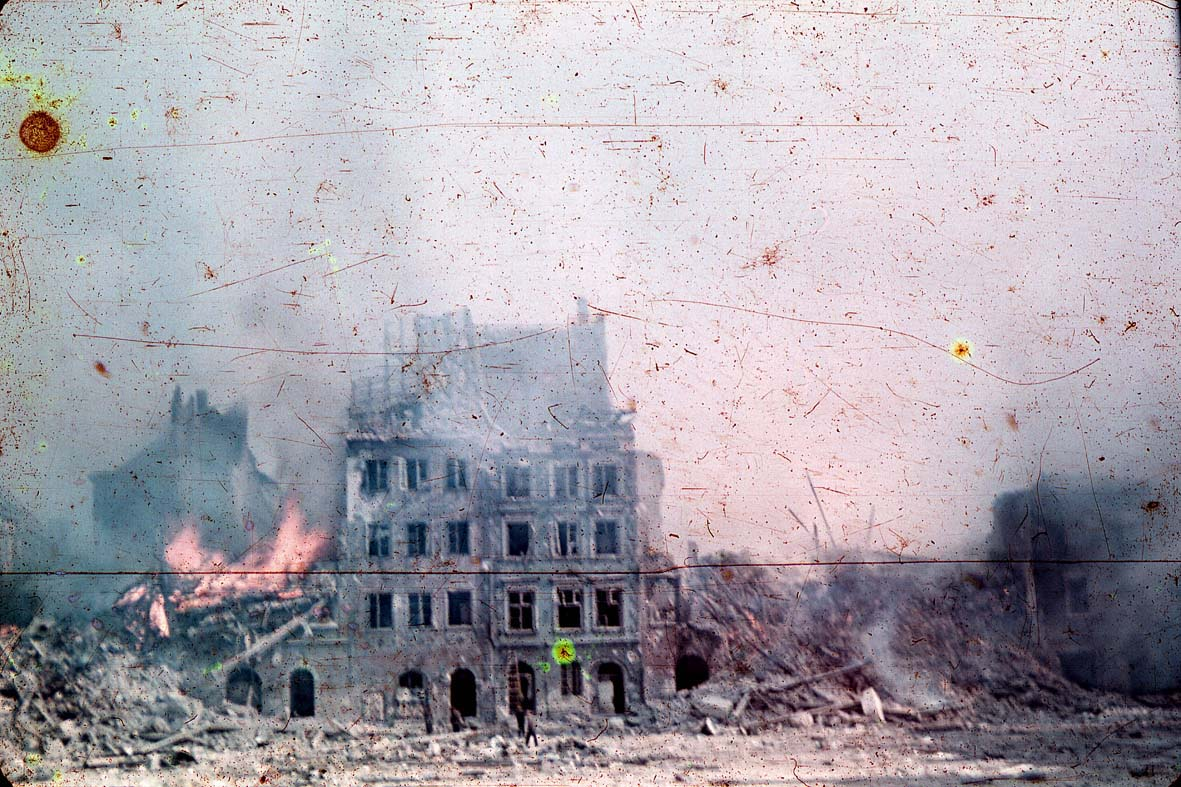
Varšava, 1944
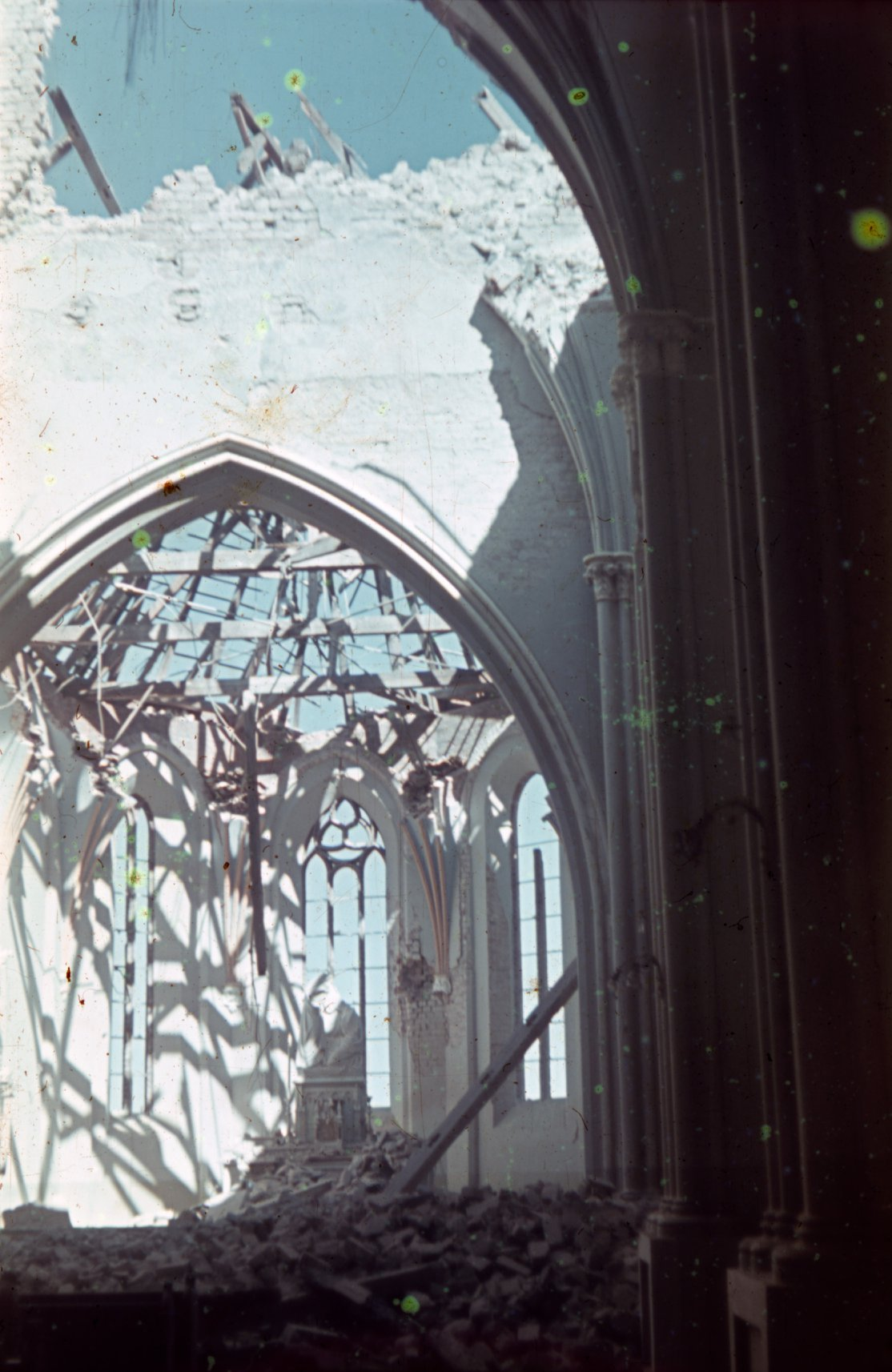
Varšava, Nowe Miasto